# Matti Alamäki
Juha-Matti Alamäki, född 28 november 1956 i Björneborg är en finländsk rallycrossförare. Han blev fyrfaldig mästare i EM i rallycross stora Division 2 mellan åren 1985 och 1990.